# Servicio de indexación
Un servicio de resúmenes es un servicio por el cual se proporciona resúmenes de publicaciones, a menudo sobre un tema específico o acerca de un grupo de temas relacionados, generalmente mediante suscripción. Un servicio de indexación es un servicio que asigna descriptores y otros tipos de puntos de acceso a documentos científicos. El término "servicio de indexación" se usa hoy en día principalmente para programas de computación, pero también cubre todos aquellos servicios que proporcionan índices de libros, índices de revistas y otros tipos de índices relacionados. Un servicio de elaboración de índices y resúmenes es un servicio que permite resumir y abreviar documentos, asignando descriptores para hacer referencia a tales documentos.
El producto suele ser una revista de resúmenes o un índice bibliográfico, el cual se puede concretar en una bibliografía temática o en una base de datos bibliográfica.
En la bibliografía especializada en biblioteconomía y ciencias de la información se proporcionan directrices para la indexación y la elaboración de resúmenes, incluida la evaluación de dichos servicios.